# ZETMAN 桂正和短編集
『ZETMAN 桂正和短編集』（ゼットマン かつらまさかずたんぺんしゅう）は、桂正和による漫画短編集。

## 概要
『桂正和コレクション』VOL.1・2に続く、桂正和3冊目となる短編集。1995年にジャンプ・コミックス（JC）として集英社より発売された。
1993年から1995年、『電影少女』の連載が終了してから「SHADOW LADY」（WJ版）連載が開始するまで前の作品を中心としているが、『コレクション』VOL.2に未収録だった「SHIN-NO-SHIN 愛と憎しみのタイムスリップ」（1989年）も収録。『週刊少年ジャンプ』（集英社）及びその増刊号に掲載された作品4編が収められている。

### 収録作品
1. ZETMAN（ゼットマン）
2. SHIN-NO-SHIN 愛と憎しみのタイムスリップ（しんのしん あいとにくしみのタイムスリップ）
3. WOMAN IN THE MAN -男の中の女-（ウーマンインザマン おとこのなかのおんな）
4. SHADOW LADY（シャドウレディ）

## ZETMAN
『週刊少年ジャンプ』1994年特別編集オータムスペシャルに掲載。49ページ。
連載版『ZETMAN』の元となった作品。

## SHIN-NO-SHIN
副題は「愛と憎しみのタイムスリップ」。『週刊少年ジャンプ』1989年31号掲載。45ページ。
未来から暗殺ロボットが襲ってくるSF作品。雨宮慶太の監督作『未来忍者 慶雲機忍外伝』にインスパイアされ、和風をコンセプトとして生まれた作品。
『週刊少年ジャンプ』において好評であった為、桂は今作を元に次の連載を開始するつもりであったが、当時『週刊少年ジャンプ』副編集長の職にあった恩師鳥嶋和彦の鶴の一声により『ビデオガール』を元とした『電影少女』を連載した。

### あらすじ
曲がった事が大嫌いな高校生・誠真之進に、突然未来からやって来たロボットが襲いかかる。

### 登場人物
誠 真之進（まこと しんのしん）
私立排天（はいてく）高校に通う高校生。曲がった事が大嫌いで、悪い奴を見ると怒りで鳥肌が立ち髪の毛が逆立つ。学力の程度は不明だが非常に優れた身体能力を持ち、不良を複数相手にしても簡単に撃退してしまう。「女の子の下着を見たら責任を取って嫁にもらわなければならない」と言い張る程の時代錯誤も甚だしい考えの持ち主。本来の歴史では、後にまなみの着替えを不可抗力で見てしまった事から「嫁にする」と強引に宣言し、そのまま結婚。幸せな家庭を築いていた。いつも持ち歩く番傘は柄に日本刀の柄の様な意匠がされており、トレードマークと同時に武器でもある。
まなみ
真之進のクラスメイト。不良に絡まれているところを真之進に助けられ、恋心を抱く。後に誤って自分の着替えを見てしまった真之進からの強引なプロポーズで一気に相思相愛となり、結婚している。
巻坂 健二（まきさか けんじ）
真之進のクラスメイトで、成績はトップだが喧嘩が弱く、真之進が不良を片づけたところを見届けてわざとらしく駆け付ける程の姑息な性格。まなみの事が好きで、逆に真之進をアホと呼んで嫌悪している。真之進とまなみが結婚して幸せな家庭を持った事への恨みを59年後の未来へも持ち続け、誰とも結婚せず、復讐の為だけに科学者の道を進み、真之進への復讐と歴史を変える事を目的に人間大のロボットを開発し、過去の自分の元に派遣して真之進を抹殺しようとするが、最終的に激怒した真之進によってロボットを破壊された上に、自身も番傘で打ち据えられて大失敗に終わる。汚名を被った事でその後は転落街道をひた走る歴史へと変わり、乞食にまで身を堕としていた。
苗々（なな）
タイムポリス。歴史を変えようとする健二の企みを防ぐためにやって来た。着替えをしているところを真之進に見られ、「嫁にする」宣言をされた事と彼の強さと優しさに惹かれ、事件解決後も真之進の時代に留まり、まなみを交えた三角関係、という新しい歴史を作ってしまう。

## WOMAN IN THE MAN
副題は「男の中の女」。『週刊少年ジャンプ』1993年5・6合併号掲載。33ページ。

### あらすじ
剛力空手道場へ道場破りをしにやって来た邪真塾と決闘する事になってしまった剛力強丸。邪真塾の必殺技「カマイタチ」を破るべく、幼馴染の足軽はずみの家にあるアスレチックマシーンで特訓を始めるのだが、マシーンが暴走して強丸とはずみの心と体が入れ替わってしまい、はずみは強丸として邪真塾との決闘に臨む。

### 登場人物
剛力強丸（ごうりき つよまる）
剛力空手道場の道場主の一人息子。小さい頃から空手をやらされている為、体は鍛えられているのだが、邪真塾から「男の中の女」と言われる程気が弱く、女に生まれてきたかったと思っていた。邪真塾との決闘においてはずみを助けようとした際、ふとした事から元に戻り、邪真塾との決闘に勝利する。
足軽はずみ（あしがる はずみ）
剛力空手道場の隣に住んでいる強丸の幼馴染で両親がアスレチックジムを経営している。体型は良いプロポーションをしているが、非常に男っぽい性格をしている。男に生まれてきたかったと思っていた。
邪真塾（じゃしんじゅく）門下生
剛力空手道場に道場破りを口実にやって来て、はずみに交際を迫る。何でも切り裂く必殺技「カマイタチ」を持つ。強丸とはずみが入れ替わっているのを知ってはずみにわざと負けるよう話を持ち掛けるなど、勝つためから手段を選ばない。

## SHADOW LADY
『週刊少年ジャンプ』1995年3・4合併号掲載。46ページ。JC『SHADOW LADY』3巻にも収録。3作存在する『SHADOW LADY』の2作目。

## 書誌情報
いずれも桂正和著、集英社のジャンプ・コミックスレーベルより発行。
- 『ZETMAN 桂正和短編集』1995年7月9日初版発行、ISBN 4-08-871820-8
- 『SHADOW LADY』 3巻、1996年9月9日初版発行、ISBN 4-08-872043-1